# Valdahon
Valdahon is een gemeente in het Franse departement Doubs (regio Bourgogne-Franche-Comté). De gemeente telde 5.715 inwoners op 1 januari 2022. De plaats maakt deel uit van het arrondissement Pontarlier.

## Geschiedenis
Valdahon werd voor het eerst vermeld in de 12e eeuw. Het was een landbouwdorp dat afhing van de heerlijkheid Cicon. Tijdens de Dertigjarige Oorlog werd de plaats volledig verwoest door Zweedse troepen. En in 1832 was er een grote brand die 32 huizen vernielde.
In 1884 werd het spoorwegstation gebouwd. In 1907 werd het militair kamp geopend dat een groot deel van het grondgebied van de gemeente beslaat. Het gaat om een militair oefenterrein.
Op 27 augustus 1944 werden 8 inwoners gefusilleerd door de Duitsers nadat ze eerder die dag door de Milice waren aangehouden.

## Geografie
De oppervlakte van Valdahon bedroeg op 1 januari 2022 25,51 vierkante kilometer; de bevolkingsdichtheid was toen 224 inwoners per km². Voor de 20e eeuw bestond de gemeente uit drie gehuchten, Yise, Oye en Nathan, die sindsdien met elkaar vergroeid zijn. Door de gemeente stroomt de Dahon.
De onderstaande kaart toont de ligging van Valdahon met de belangrijkste infrastructuur en aangrenzende gemeenten.

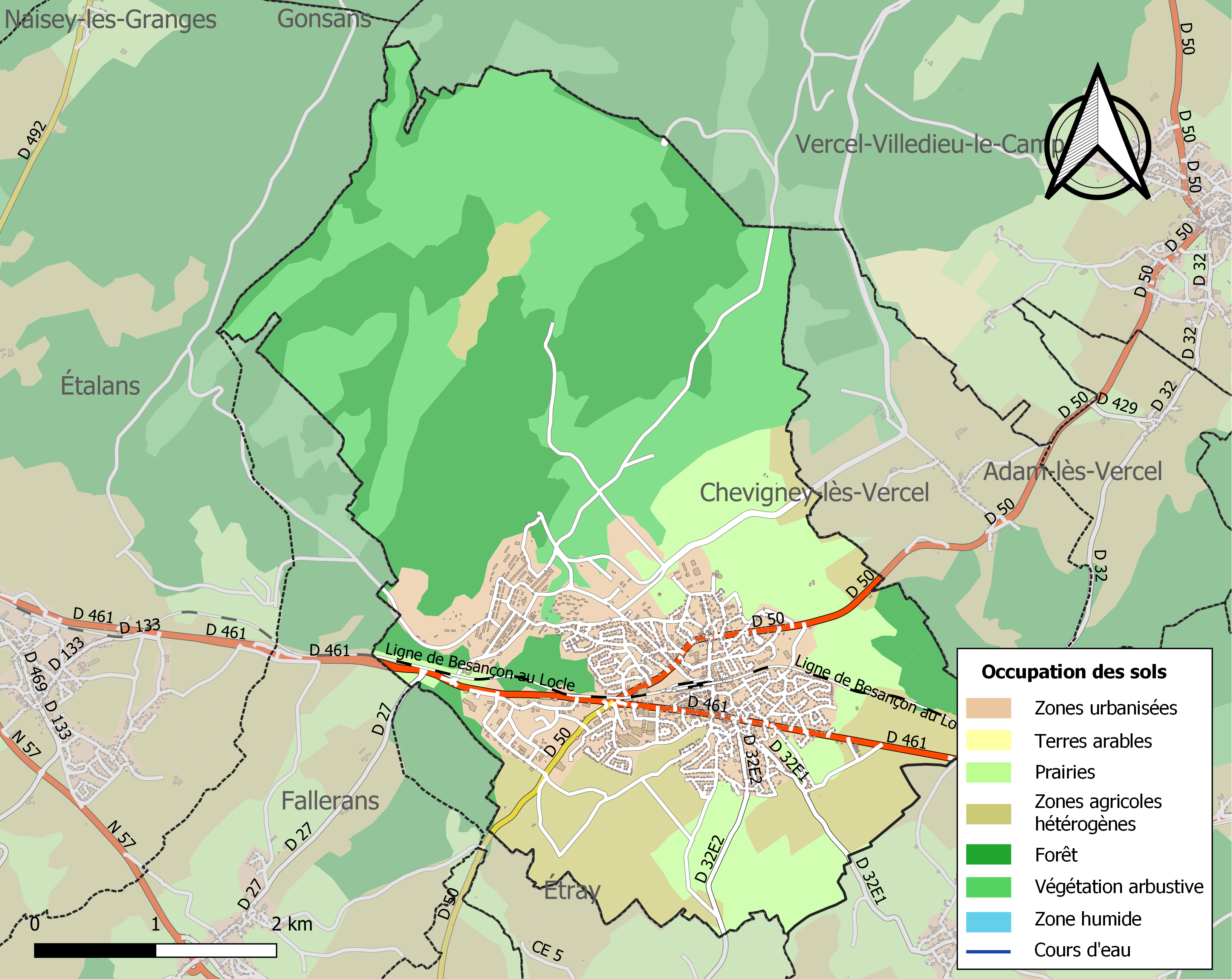

## Verkeer en vervoer
In de gemeente liggen de spoorwegstations Valdahon en Camp militaire du Valdahon.

## Demografie
Onderstaande figuur toont het verloop van het inwonertal (bron: INSEE-tellingen).